# Garbina
Garbina [ɡarˈbina] (tiếng Đức: Willenberg)  là một ngôi làng ở quận hành chính của Gmina Braniewo, trong huyệnBraniewski, Warmińsko-Mazurskie, ở miền bắc Ba Lan, gần biên giới với Kaliningrad của Nga. Nó nằm khoảng 7 kilômét (4 mi) phía tây nam Braniewo và 80 km (50 mi) phía tây bắc của thủ đô khu vực Olsztyn.
Làng có dân số 40 người.